# Kunkanadu, Kadur
Kunkanadu là một làng thuộc tehsil Kadur, huyện Chikmagalur, bang Karnataka, Ấn Độ.